# Eumedonia cleon
Eumedonia cleon är en fjärilsart som beskrevs av Schneider 1787. Eumedonia cleon ingår i släktet Eumedonia och familjen juvelvingar. Inga underarter finns listade i Catalogue of Life.